# Xã Maine, Quận Linn, Iowa
Xã Maine (tiếng Anh: Maine Township) là một xã thuộc quận Linn, tiểu bang Iowa, Hoa Kỳ. Năm 2010, dân số của xã này là 1.762 người.